# 데이브 데이비스
데이브 데이비스(영어: Dave Davies, 1947년 2월 3일 ~ )는 영국의 싱어송라이터 겸 기타리스트이다. 킹크스의 리드 기타리스트로 잘 알려져 있다. 일부 곡에서는 리드 보컬을 맡기도 했다.
롤링스톤 선정 100대 기타리스트에서 91등에 선정되었다. 킹크스의 해체 직전의 1990년대에는 형인 레이 데이비스와 사이가 매우 좋지 않았다고한다